# Raiffeisenbank Ratzeburg
Die Raiffeisenbank eG, Ratzeburg war ein Kreditinstitut im Südosten Schleswig-Holsteins an der Grenze zu Mecklenburg-Vorpommern mit Sitz in Ratzeburg. 

## Organisationsstruktur
Die Bank war eine eingetragene genossenschaftliche Regionalbank. 

## Geschäftsausrichtung
Die Raiffeisenbank Ratzeburg betrieb das Universalbankgeschäft. Im Verbundgeschäft arbeitete sie mit der DZ Bank, R+V Versicherung, Bausparkasse Schwäbisch Hall, Teambank, VR Leasing und der Union Investment zusammen.

## Geschäftsgebiet und Geschäftsstellen
Das Geschäftsgebiet der Bank umfasste den Nordkreis Herzogtum Lauenburg sowie den südlichen Teilbereich der Hansestadt Lübeck.
Insgesamt unterhielt die Raiffeisenbank drei personenbesetzte Geschäftsstellen sowie einen Raiffeisenmarkt.

## Geschichte
Die Raiffeisenbank Ratzeburg wurde am 14. Februar 1950 auf einer Bauernversammlung als „Spar- und Darlehenskasse e.G.m.b.H. Ratzeburg“ gegründet. Sie wurde am 31. Mai 1950  in das Genossenschaftsregister eingetragen. Später expandierte die Spar- und Darlehenskasse e.G.m.b.H. Ratzeburg und erwarb im Jahre 1965 ein Gewerbegrundstück in der Ratzeburger Vorstadt. Im selben Jahr folgten der Bau eines 25 Meter hohen Getreidesilos sowie der Bau einer Lagerhalle zur Lagerung von Getreide und Düngemitteln. Daraus entstand im Laufe der Zeit ein Landhandel, der sich zu einem  Haus- und Gartenmarkt entwickelte. Zudem wurde dort eine Bankzweigstelle integriert. 
Am 6. Mai 1969 fusionierte die Raiffeisenbank mit der Spar- und Darlehnskasse eG.m.b.H. Seedorf. 1974 wurde die „Spar- und Darlehenskasse e.G.m.b.H. Ratzeburg“ in „Raiffeisenbank eG Ratzeburg“ umgewandelt. Im Jahre 2001 fusionierte die Bank mit der Raiffeisenbank Krummesse. Diese wurde bereits im Jahr 1904 gegründet.
2014 wurden die Getreidesilos abgebaut, da der Handel mit Getreide Anfang der 2000er aufgegeben wurde. 2015 begann die Umstrukturierung der Fläche, die mit dem Neubau eines Verwaltungsgebäudes mit integrierter Filiale 2018 einen Zwischenabschluss fand. 
Am Standort Schweriner Straße werden ein Haus- und Gartenmarkt und eine Bankfiliale betrieben. Außerdem befindet sich eine SB-Tankstelle vor Ort, die verpachtet wurde.
Im Jahr 2021 wurde schließlich die Bank gemeinsam mit der Volksbank Raiffeisenbank Bad Oldesloe auf die Volksbank Raiffeisenbank Itzehoe verschmolzen.